# Gamsfeld
Gamsfeld (2 027 m n. m.) je nejvyšší hora pohoří Salzkammergutberge. Nachází se na území okresu Hallein v rakouské spolkové zemi Salcbursko. Leží asi 15 km jihozápadně od města Bad Ischl. Hora náleží do podskupiny Osterhorngruppe.

## Přístup

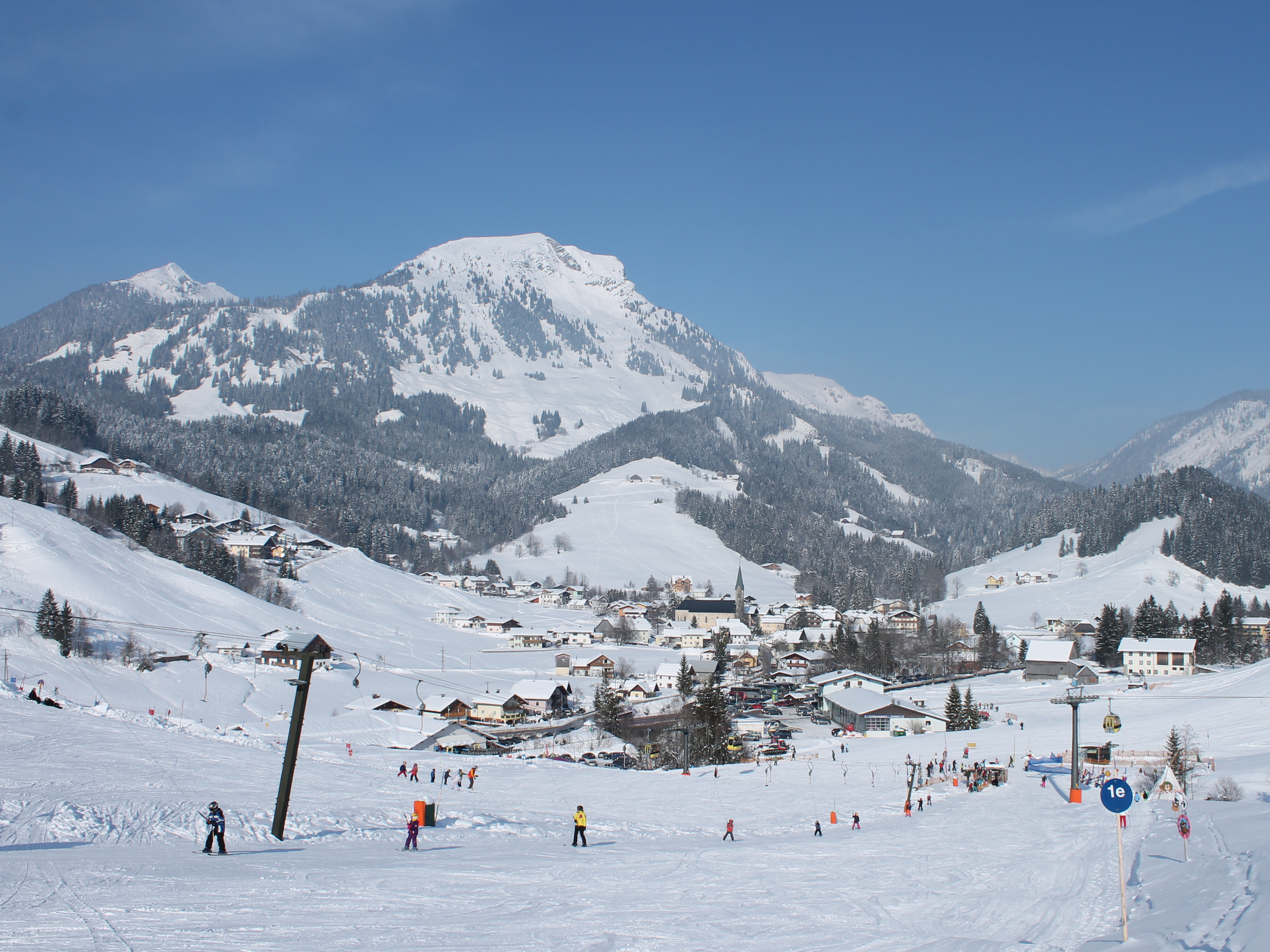
Pohled na Gamsfeld z Rußbachu

Na vrchol lze vystoupit po značených turistických trasách z více směrů. Nejkratší je asi výstup z obce Rußbach am Paß Gschütt.